# Flotten (film)
Flotten är en svensk långfilmsdokumentär från 2018 av regissören Marcus Lindeen och producerad av Erik Gandini.
Flotten var nominerad till en Guldbagge för Bästa dokumentärfilm 2018. 

## Handling
Fyrtio år efter ett socialantropologiskt forskningsexperiment utfört 1973 återförenas besättningen för att prata om vad som egentligen hände ombord på flotten Acali.